# 明和产业株式会社
明和产业株式会社（英语：Meiwa Corporation，日语：明和産業株式会社，東證1部：8103）是日本的贸易商社。总部在东京，属三菱集团。

## 概要
二战后的1947年，美国GHQ命令财阀解散时，原三菱商事株式会社的化学品、工业材料等部门的有关人员设立的贸易商社。
经过1959年与三商株式会社的合并，1962年中国贸易友好商社的指定等，发展成以对社会主义国家贸易为主的综合商社。1973年上市于东京证券取引所第二部后，在1975年升级到第一部的上市公司（证券代码为8103）。
后来，随着中日关系等社会变化，选择贸易对象国家，缩小事业领域，目前在中国23个城市有办事处和下属企业的营业处外，还在越南、泰国、印度尼西亚、韩国等国家也设有办事处，成为主营化工品、塑料，兼营建材、燃料、食品等的专门性贸易商社。日本国内的下属企业也以化工、塑料、建材等的贸易商社和厂家为主。
目前的注册资金40亿2,400万日元，法人代表为大友伸彦。主要股东有三菱商事株式会社、三菱化学、旭硝子等。

## 总部所在地
- 东京都千代田区丸之内

## 分店所在地
- 大阪
- 名古屋
- 福冈（九州营业所）

## 主要子公司
- 十全株式会社
- 东京GLASRON株式会社
- SOKEN株式会社
- 株式会社明和SALES
- 明和产业（上海）有限公司
- 明和产业贸易（大连保税区）有限公司
- Meiwa Vietnam Company Limited
- Meiwa (Thailand) Co., Ltd.
- Thai Meiwa Trading Co., Ltd.
- PT. Meiwa Trading Indonesia